# CORONA (satelliet)

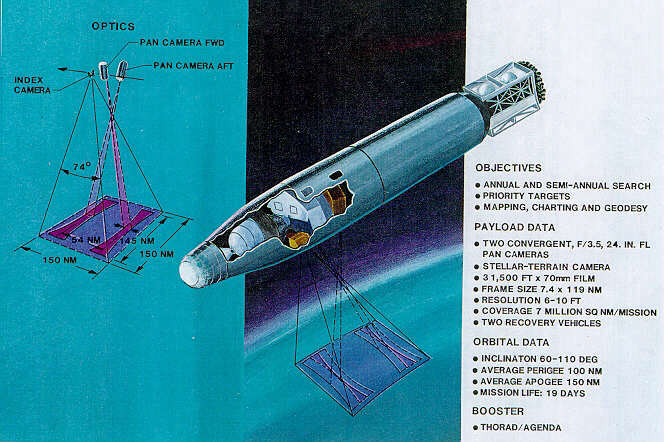
KH-4B Corona spionagesatelliet

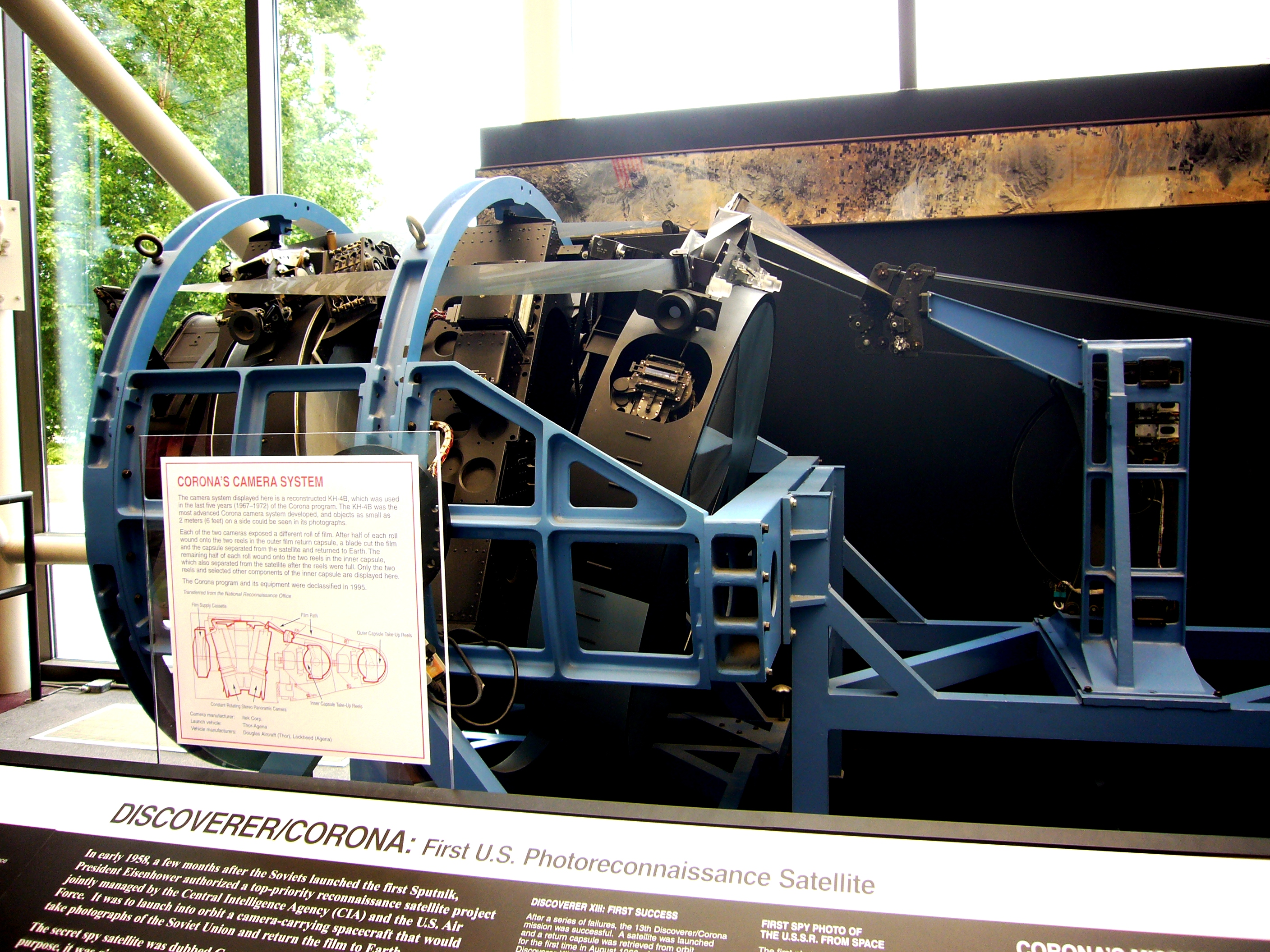
Deel van de Corona spionagesatelliet tentoongesteld in het Smithsonian National Air & Space Museum, Washington D.C., VS

De CORONA was een Amerikaanse spionagesatelliet, gebruikt vanaf juni 1959 tot mei 1972. Het was de eerste operationele observatiesatelliet.
De Koude Oorlog was de drijfveer achter de ontwikkeling van CORONA. Een paar maanden na de lancering van de allereerste kunstmatige satelliet, de Russische Sputnik in oktober 1957, gaf de Amerikaanse president Eisenhower de goedkeuring voor de ontwikkeling van een satelliet met een camera aan boord, geschikt voor het observeren van vijandelijk terrein. Het project werd samen door de CIA en door de US Air Force beheerd.
Het hoofddoel van de spionagesatelliet bestond erin te achterhalen welke snelheid de Sovjet-Unie bommenwerpers voor lange afstanden en ballistische raketten konden bereiken en hun locaties.
Als de satelliet een filmrol helemaal had opgebruikt, werd deze naar de aarde teruggeworpen. De film werd automatisch in een metalen doos gestoken, die voorzien was van een parachute. Deze doos werd dan uit de lucht gevist door een militaire vliegtuig dat met lange haak de parachute greep, een zogenaamde "mid-air capture" of "mid-air retrieval".
Er zijn van 1958 tot 1972 verschillende types van het CORONA-systeem ontwikkeld, die telkens foto's produceerden van een hogere resolutie: KH-1, KH-2, KH-3, KH-4, KH-4A en KH-4B. KH staat voor Keyhole. De foto laat een KH-4B camera zien, het meest geavanceerde systeem uit de CORONA-reeks. Het werd in de laatste vijf jaar van het project gebruikt, van 1967 tot 1972. Op door KH-4B genomen foto's zijn details van 2 meter grootte zichtbaar.